# Narrows (Oregon)
Narrows (más néven The Narrows, korábban Springer) az Amerikai Egyesült Államok északnyugati részén, Oregon állam Harney megyéjében elhelyezkedő önkormányzat nélküli település.
A települést 1889-ben alapította Lewis B. Springer és Albert Hembree; az 1889 augusztusa és 1936 között működő posta első vezetője Springer volt, aki a helységet magáról nevezte el. 1892 áprilisában Hembree került a hivatal élére, az elnevezés ekkor változott Narrowsra.

## Éghajlat
A település éghajlata sztyepp (a Köppen-skála szerint BSk).

## Fordítás
- Ez a szócikk részben vagy egészben  a   Narrows, Oregon című angol Wikipédia-szócikk ezen változatának fordításán alapul.  Az eredeti cikk szerkesztőit annak laptörténete sorolja fel. Ez a jelzés csupán a megfogalmazás eredetét és a szerzői jogokat jelzi, nem szolgál a cikkben szereplő információk forrásmegjelöléseként.